# Найер
Найер Регаладо (англ. Nayer Regalado; род. 3 августа 1985 года) более известная как Найер (англ. Nayer) — американская певица и модель.

## Ранняя жизнь и карьера
Nayer родилась в Нью-Джерси, но переехала в Майами, когда ей было 3 месяца. Она начала модельную и актёрскую карьеру в очень раннем возрасте, появляясь в многочисленных объявлениях, и участвовала в телевизионных программах, таких как Alondra, Sabado Gigante или La Loca piñata, но её настоящей страстью была поп-музыка. Она пела в Star Search в возрасте 7 лет, а затем на карнавалах и разных праздничных событиях. При поддержке родителей переехала в Лос-Анджелес, когда ей было 14 лет, чтобы записать 6 демонстрационных песен. После покупки демо версии, Nayer была обеспеченна крупной сделкой на запись в Майами и на запись латиноамериканской музыки, ориентированной для Дискотеки Sony, которая искала голос для нового трека под названием «First Kiss (Primer Beso)». «First Kiss (Primer Beso)» — это танцевальная песня Nayer, она поднялась в танцевальных чартах вскоре после выхода в июне 2002 года. Это был удар по Top Billboard 40 танцевального чарта. Однако из-за деловых соображений, дебютный альбом Nayer никогда не был опубликован. Nayer продолжила заточки пения, танцев, игры на гитаре и фортепиано, сочиняла песни, пока не была подобрана в 2005, чтобы заменить Кэндис Пиллей в женской pop-R&B группе. Соединенная руководителем отчетов Стивеном Стоуном, создавшим группу, подписала контракт с Universal Music Group.
Nayer была обнаруженa кубино-американским рэпером Pitbull в 2007 году, с которым ей была предоставлена возможность сотрудничества. Она появлялась на различных песнях и видео рэпера из его альбомов Rebelution (2009), Armando (2010) и Planet Pit (2011). Тогда она работала совместно с Pitbull и продюсером RedOne.
В 2011 году Nayer была размещена на одном сингле Энрике Иглесиасa "Dirty Dancer" и на видео Pitbull, Ne-Yo и Afrojack "Give Me Everything", который возглавил чарты под # 1 в мире, давая возможность выступать в таких шоу, как "Dancing With The Stars, American/Latin Billboards" Tonight Show с Джеемом Лено, наградa MTV Music, премия Хувентуд (лат.) Jimmy Kimmel, Джордж Лопес и многие другие. В сентябре 2011 Nayer выпустила свой сингл — песню под названием "Suave (Kiss Me)" с Pitbull и шведско-конголезским певцом Mohombi. В 2012 году записала ремикс на песню Eres Mi Sueño c Maffio. В настоящее время она работает над своим дебютным альбомом с RedOne.